# 24-Stunden-Rennen von Spa-Francorchamps 1982

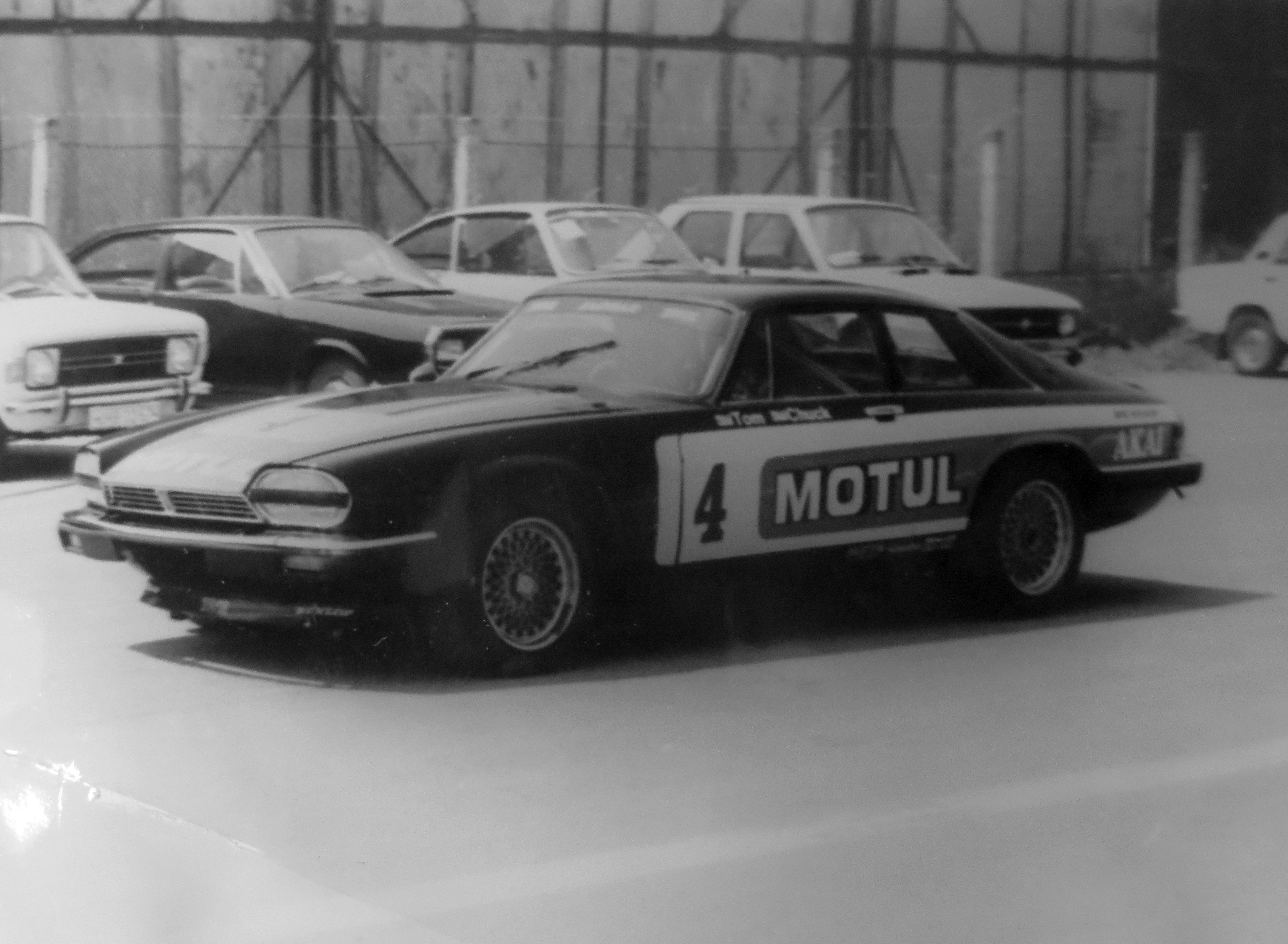
TWR-Jaguar XJ-S von Tom Walkinshaw, Chuck Nicholson und Win Percy; Ausfall durch Unfall

Das 34. 24-Stunden-Rennen von Spa-Francorchamps, auch 24 Heures de Francorchamps, fand vom 31 Juli. bis 1. August 1982 auf dem Circuit de Spa-Francorchamps statt und war der neunte Wertungslauf der Tourenwagen-Europameisterschaft dieses Jahres.

## Das Rennen
1982 wurde das 24-Stunden-Rennen wieder in den Rennkalender der Tourenwagen-Europameisterschaft aufgenommen. Startberechtigt waren Tourenwagen der Gruppe A. Die Basis waren Produktionswagen mit einer Fertigungsanzahl von 5000 Stück pro Jahr. Favoriten auf den Gesamtsieg waren die von BMW Motorsport in Kooperation mit Eggenberger Motorenbau aufgebauten BMW 528i. Konkurrenz erwuchs den BMW durch die Jaguar XJ-S der Rennmannschaft von Tom Walkinshaw. Sowohl beim Großen Preis von Brünn als auch beim 6-Stunden-Rennen auf dem Nürburgring siegten die TWR-Jaguar. Die lange Distanz über 24 Stunden war jedoch Neuland für die schnellen, aber auch schweren britischen Sportwagen. Walkinshaw meldete zwei XJ-S für Chuck Nicholson, Win Percy und sich sowie Pierre Dieudonné, Peter Lovett und Jeff Allam. Im Qualifikationstraining war Walkinshaw im Jaguar um zwei Sekunden schneller als der Beste der zehn BMW, gefahren von Eddy Joosen. 
Nicht unüblich für Spa fand das Training bei Sonnenschein und trockener Fahrbahn, das Rennen dann bei strömendem Regen statt. Walkinshaw lag nur bis zur Ausfahrt der Eau Rouge bei Raidillon in Führung und fiel danach rasch ins Mittelfeld zurück. Die Dunlop-Regenreifen waren für den schweren Jaguar völlig ungeeignet. Nachdem der führende BMW von Eddy Joosen nach einer Rennstunde mit einem Elektrikschaden ausgerollt war, wechselte Joosen in das Fahrzeug von Hans Heyer und Armin Hahne, wodurch Dieter Quester nicht zum Einsatz kam. Ihr BMW war das dominierende Fahrzeug und lag beinahe die gesamte Renndistanz in Führung. Im Ziel hatten sie einen Vorsprung von drei Runden auf den BMW von Jean-Pierre Jarier und Thierry Tassin, in dem der französische Schauspieler Jean-Louis Trintignant der dritte Fahrer war. Beide Jaguar fielen in der Nacht durch Unfälle aus. Der Mercedes 450 SLC von Claude Bourgoignie, André Lierneux und John Cooper erzielte den neunten Gesamtrang.

## Ergebnisse

### Schlussklassement
| 1           | Div. 3 | 30 | Bastos Joosen Juma                     | Hans Heyer Eddy Joosen Armin Hahne                            | BMW 528i                 | 450 |
| 2           | Div. 3 | 26 | WM Racing Gitanes                      | Jean-Pierre Jarier Jean-Louis Trintignant Thierry Tassin      | BMW 528i                 | 447 |
| 3           | Div. 3 | 1  | Eggenberger BMW Italia                 | Umberto Grano Helmut Kelleners Siegfried Müller junior        | BMW 528i                 | 446 |
| 4           | Div. 3 | 26 | Bastos Team                            | Lucien Guitteny Gérard Bleynie                                | BMW 528i                 | 441 |
| 5           | Div. 3 | 27 | WM Racing Gitanes                      | Alain Cudini Hervé Regout Alain Peltier                       | BMW 528i                 | 437 |
| 6           | Div. 3 | 7  | Lucky Strike Team                      | Michel Delcourt Dany Swyssen Jean-Marie Baert                 | BMW 528i                 | 436 |
| 7           | Div. 2 | 41 | Belgian Audi VW Club Seikel Motorsport | Peter Seikel Lothar Schörg Hans-Joachim Nowak                 | Audi Coupé GT5E          | 435 |
| 8           | Div. 3 | 25 | WM Racing Gitanes                      | Jean-Louis Bos Jean-Christian Duby Bernard Soty               | BMW 528i                 | 432 |
| 9           | Div. 3 | 22 | Roneo Alcatel Serge Power              | Claude Bourgoignie André Lierneux John Cooper                 | Mercedes 450 SLC         | 431 |
| 10          | Div. 3 | 3  | Eggenberger BMW Italia                 | Zdenek Vojtech Bretislav Enge Milos Bychl                     | BMW 528i                 | 426 |
| 11          | Div. 2 | 43 | Luigi Racing Bastos                    | Georges Cremer Giorgio Francia Marco Micangeli                | Alfa Romeo Alfetta GTV/6 | 423 |
| 12          | Div. 2 | 45 | Luigi Racing Bastos                    | Marcello Gallo Antonio Palma Lella Lombardi                   | Alfa Romeo Alfetta GTV/6 | 423 |
| 13          | Div. 2 | 42 | Belgian Audi VW Club Seikel Motorsport | Willi Bergmeister Manfred Trint Marc Duez                     | Audi Coupé GT5E          | 418 |
| 14          | Div. 2 | 46 | Van Hove Mobil Smet Jet                | Vittorio Ciardi Renato Croce Rinaldo Drovandi                 | Alfa Romeo Alfetta GTV/6 | 413 |
| 15          | Div. 1 | 75 | De Bokkenrijders                       | Valentin Simons Paul Simons Bernard Carlier                   | VW Scirocco              | 412 |
| 16          | Div. 3 | 31 | IRS Euromotor Racing Luxembourg        | Jean-Jacques Feider Jean Rondeau Jean Eggericx                | Ford Capri III 3.0S      | 412 |
| 17          | Div. 1 | 61 | IMC Toyota                             | Claude Holvoet Philippe de Leener Pierre van Hourck           | Toyota Corolla           | 406 |
| 18          | Div. 3 | 20 | Brauneiser Renntechnik                 | Franz-Josef Bröhling Axel Felder Bodo Jähn                    | Ford Capri III 3.0S      | 405 |
| 19          | Div. 1 | 63 | IMC Toyota                             | José Close Emmanuel Remion X. Ide                             | Toyota Corolla           | 390 |
| 20          | Div. 2 | 52 | Renstal Excelsior                      | Dirk van Rompuy Cyril Raes François Verhaegen                 | BMW 323i                 | 386 |
| 21          | Div. 2 | 40 | Belgian Audi VW Club                   | Franz Dubois Francis Lacroix Pierre-Alain Thibaut             | Audi 4000                | 386 |
| 22          | Div. 1 | 74 | Belgian Audi VW Club                   | Philippe Ménage André Hardy Pierre de Thoisy                  | VW Golf GTI              | 381 |
| 23          | Div. 1 | 66 | Belgian Audi VW Club                   | Roger van Peteghem Jean-Marie Leys Yves Berghmans             | VW Golf GTI              | 376 |
| 24          | Div. 2 | 50 | Tom Dodd-Noble                         | Tom Dodd-Noble Eddie Arundell Guy Dormehl                     | Mazda RX-7               | 341 |
| Ausgefallen |        |    |                                        |                                                               |                          |     |
| 25          | Div. 2 | 51 | Dutch National Racing Team             | Hans van der Beek Berend Oeberius Kapteyn Rien Frankenhout    | Mazda RX-7               |     |
| 26          | Div. 1 | 64 | Belgian Audi VW Club                   | Guy Pirenne Dany Kaise Charles van Stalle                     | VW Golf GTI              |     |
| 27          | Div. 1 | 67 | Belgian Audi VW Club                   | Edgar Dören Axel Huweler Marc Venstermans                     | VW Golf GTI              |     |
| 28          | Div. 3 | 36 | Dealer Opel Bastos Team                | Teddy Pilette Pascal Witmeur Eddy Gofflot                     | Opel Monza 3.0E          |     |
| 29          | Div. 1 | 70 | Belgian Audi VW Club                   | Michel Chapel Alex Guyaux Jean-Paul Prossnitz                 | VW Scirocco GTI          |     |
| 30          | Div. 1 | 69 | Belgian Audi VW Club                   | Michel Maillien Didier Theys Jean Wansart                     | VW Scirocco GTI          |     |
| 31          | Div. 3 | 23 | Roneo Alcatel Serge Power Wynn’s       | Loek Vermeulen Huub Vermeulen Henny Hemmes                    | Chevrolet Camaro         |     |
| 32          | Div. 3 | 34 | Alain Semoulin Wynn’s BHS              | Alain Semoulin Bernard de Dryver Dirk Vermeersch              | Ford Capri III 3.0S      |     |
| 33          | Div. 1 | 68 | Belgian Audi VW Club                   | Christian Lefort Daniël Herregods Maurice Ros                 | VW Golf GTI              |     |
| 34          | Div. 2 | 44 | Luigi Racing Bastos                    | Gianfranco Brancatelli Pierfrancesco Calvi Maurizio Micangeli | Alfa Romeo Alfetta GTV/6 |     |
| 35          | Div. 2 | 49 | Mann’s Garage                          | Les Blackburn David Palmer Roy Baker                          | Mazda RX-7               |     |
| 36          | Div. 3 | 4  | Team Motul Jaguar                      | Tom Walkinshaw Chuck Nicholson Win Percy                      | Jaguar XJ-S              |     |
| 37          | Div. 3 | 21 | Teac HiFi with M.D.R.                  | Michel de Deyne Philippe Bervoets Francois-Xavier Boucher     | Chevrolet Camaro         |     |
| 38          | Div. 3 | 5  | Team Motul Jaguar                      | Pierre Dieudonné Peter Lovett Jeff Allam                      | Jaguar XJ-S              |     |
| 39          | Div. 1 | 72 | Belgian Audi VW Club                   | Pierre Fermine Guy Renard Lucien Nicolas                      | VW Golf GTI              |     |
| 40          | Div. 3 | 33 | IRS Euromotor Racing Luxembourg        | Jean-Marie Pirnay Nico Demuth Guy Nève                        | Ford Capri III 3.0S      |     |
| 41          | Div. 3 | 19 | Philippe van de Velde                  | Robert Hanon Francis Polak Philippe van de Velde              | Ford Capri III 3.0S      |     |
| 42          | Div. 2 | 47 | Van Hove Mobil Smet Jet                | Raymond van Hove Dany Snobeck D. van Mieghem                  | Alfa Romeo Alfetta GTV/6 |     |
| 43          | Div. 3 | 2  | Eggenberger BMW Italia                 | Enzo Calderari Marco Vanoli Willi Spavetti                    | BMW 528i                 |     |
| 44          | Div. 3 | 24 | Albert Vanierschot                     | Albert Vanierschot Franky van Mechelen Flory Roothaert        | Ford Capri III 3.0S      |     |
| 45          | Div. 3 | 17 | Dutch National Racing Team             | Job van Oostrum Kees Kroesemeijer Edward Schinkel             | Chevrolet Camaro         |     |
| 46          | Div. 3 | 11 | K. W. S.                               | Quirin Bovy Jean-Paul Libert Helmut Gall                      | Opel Monza 3.0E          |     |
| 47          | Div. 1 | 65 | Belgian Audi VW Club                   | William de Braekeleer Dominique Schwarts Gerard Marcy         | VW Golf GTI              |     |
| 48          | Div. 3 | 16 | Dutch National Racing Team Wynn’s      | Bert Moritz Frans Lubin Jim Vermeulen                         | Chevrolet Camaro         |     |
| 49          | Div. 3 | 29 | Bastos Joosen Juma                     | Eddy Joosen Hans Heyer Patrick Snijers                        | BMW 528i                 |     |
| 50          | Div. 1 | 60 | IMC Toyota                             | Dominique Holvoet Pierre Baert F. Gaeremynck                  | Toyota Corolla           |     |
| 51          | Div. 1 | 62 | IMC Toyota                             | Jacques Janssens Guy Katsers Pierre Jamin                     | Toyota Corolla           |     |
| 52          | Div. 3 | 32 | IRS Euromotor Racing Luxembourg        | Romain Feitler Romain Wolff Patrick Nève                      | Ford Capri III 3.0S      |     |
| 53          | Div. 3 | 15 | Gilden-Kölsch Racing Team Köln         | Herbert Herler Helmut Döring Fritz Müller                     | Opel Monza 3.0E          |     |

### Nur in der Meldeliste
Hier finden sich Teams, Fahrer und Fahrzeuge, die ursprünglich für das Rennen gemeldet waren, aber aus den unterschiedlichsten Gründen daran nicht teilnahmen.
| Pos. | Klasse | Nr. | Team                      | Fahrer                                                  | Chassis                  |
| ---- | ------ | --- | ------------------------- | ------------------------------------------------------- | ------------------------ |
| 54   | Div. 3 | 6   | Team Motul                | Jeff Allam Win Percy                                    | Ford Capri III 3.0S      |
| 55   | Div. 3 | 6   | Team Motul Jaguar         | Jeff Allam Peter Lovett                                 | Jaguar XJ-S              |
| 56   | Div. 3 | 8   | Lucky Strike Racing Team  | Jean-Marie Baert François-Xavier Boucher Roger Visconti | BMW 528i                 |
| 57   | Div. 3 | 9   | Pancing Horse Fram Racing | Carson Baird Jean-Paul Libert                           | BMW 528i                 |
| 58   | Div. 3 | 10  | K. W. S.                  | Rolf Stommelen Rudolf Dötsch Helmut Gall                | Ford Capri III 3.0S      |
| 59   | Div. 3 | 12  | K. W. S.                  | Harald Grohs Danny Ongais                               | Ford Capri III 3.0S      |
| 60   | Div. 3 | 14  | C. A. D.                  | Jean-Claude Lagniez Michel Bienvault                    | Ford Capri III 3.0S      |
| 61   | Div. 3 | 18  | Vince Woodman             | Jean-Michel Martin Philippe Martin Vince Woodman        | Ford Capri III 3.0S      |
| 62   | Div. 3 | 35  | Alain Semoulin            | Desiré Wilson Anne-Charlotte Verney                     | BMW 528i                 |
| 63   | Div. 2 | 48  | Van Howe Mobil Smet Jet   | J. F. Barney Vivian Candy                               | Alfa Romeo Alfetta GTV/6 |
| 64   | Div. 2 | 53  | D. van Rompuy             | Walter Vogel Herbert Göpfert                            | Mazda RX-7               |
| 64   | Div. 1 | 71  | Harald Huysman            | Pitou Harald Huysman Alan Curnow                        | Austin Metro             |
| 65   | Div. 1 | 73  | Aj Donita Olimpija        | Francy Jeranćić Dagmar Suster                           | Audi 80                  |

### Klassensieger
| Klasse | Fahrer          | Fahrer        | Fahrer             | Fahrzeug        | Platzierung im Gesamtklassement |
| ------ | --------------- | ------------- | ------------------ | --------------- | ------------------------------- |
| Div. 3 | Hans Heyer      | Eddy Joosen   | Armin Hahne        | BMW 528i        | Gesamtsieg                      |
| Div. 2 | Peter Seikel    | Lothar Schörg | Hans-Joachim Nowak | Audi Coupé GT5E | Rang 7                          |
| Div. 1 | Valentin Simons | Paul Simons   | Bernard Carlier    | VW Scirocco     | Rang 15                         |

### Renndaten
- Gemeldet: 65
- Gestartet: 53
- Gewertet: 24
- Rennklassen: 3
- Zuschauer: unbekannt
- Wetter am Renntag: Regen
- Streckenlänge: 6,976 km
- Fahrzeit des Siegerteams: 24:00:00,000 Stunden
- Gesamtrunden des Siegerteams: 450
- Gesamtdistanz des Siegerteams: 3139,200 km
- Siegerschnitt: 130,798 km/h
- Pole Position: Tom Walkinshaw – Jaguar XJ-S (#2) – 2:52,910
- Schnellste Rennrunde: Helmut Kelleners – BMW 528i (#1) – 2:57,300 - 141,565 km/h
- Rennserie: 9. Lauf zur Tourenwagen-Europameisterschaft 1982